# Beulbar

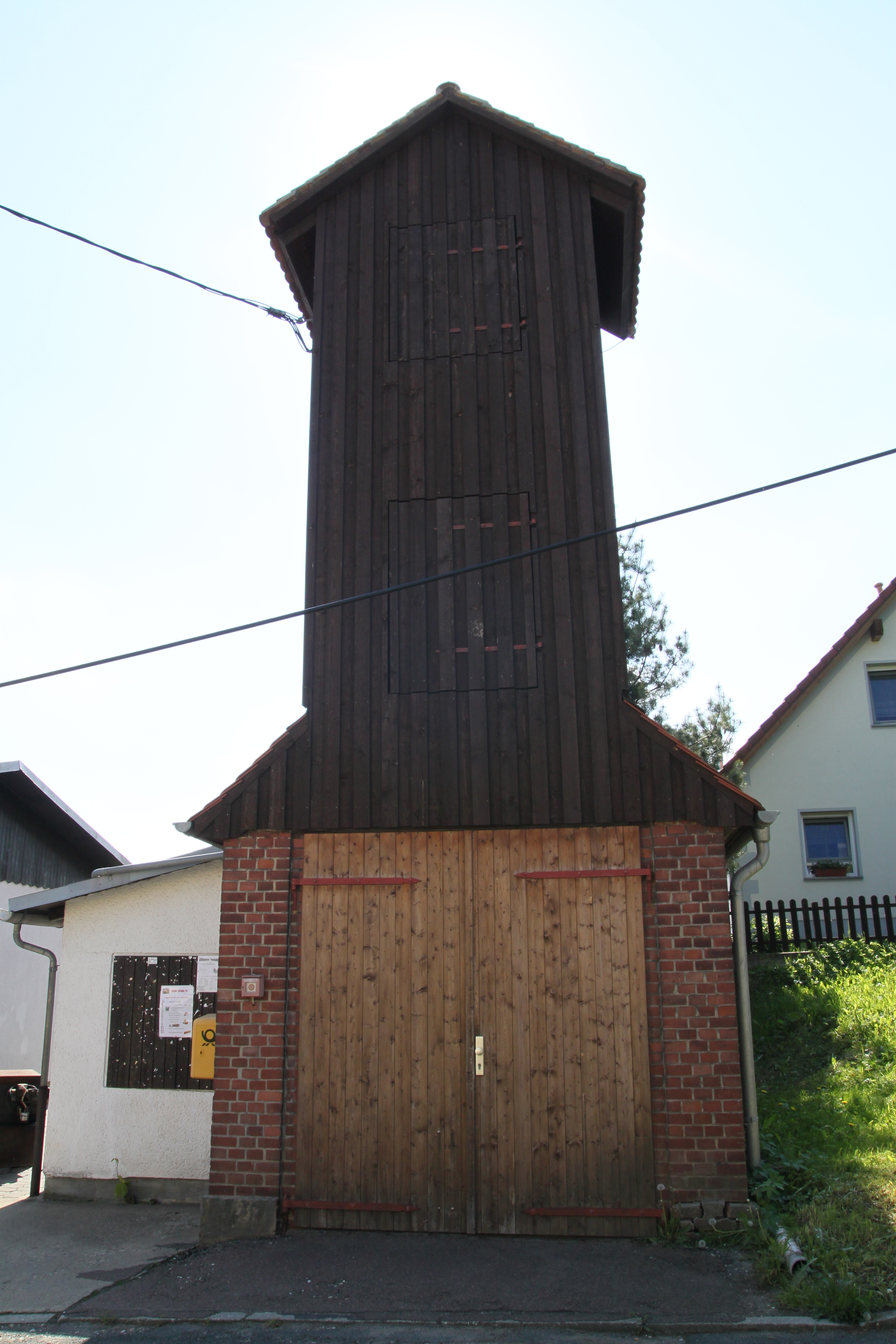
Schlauchturm in Beulbar

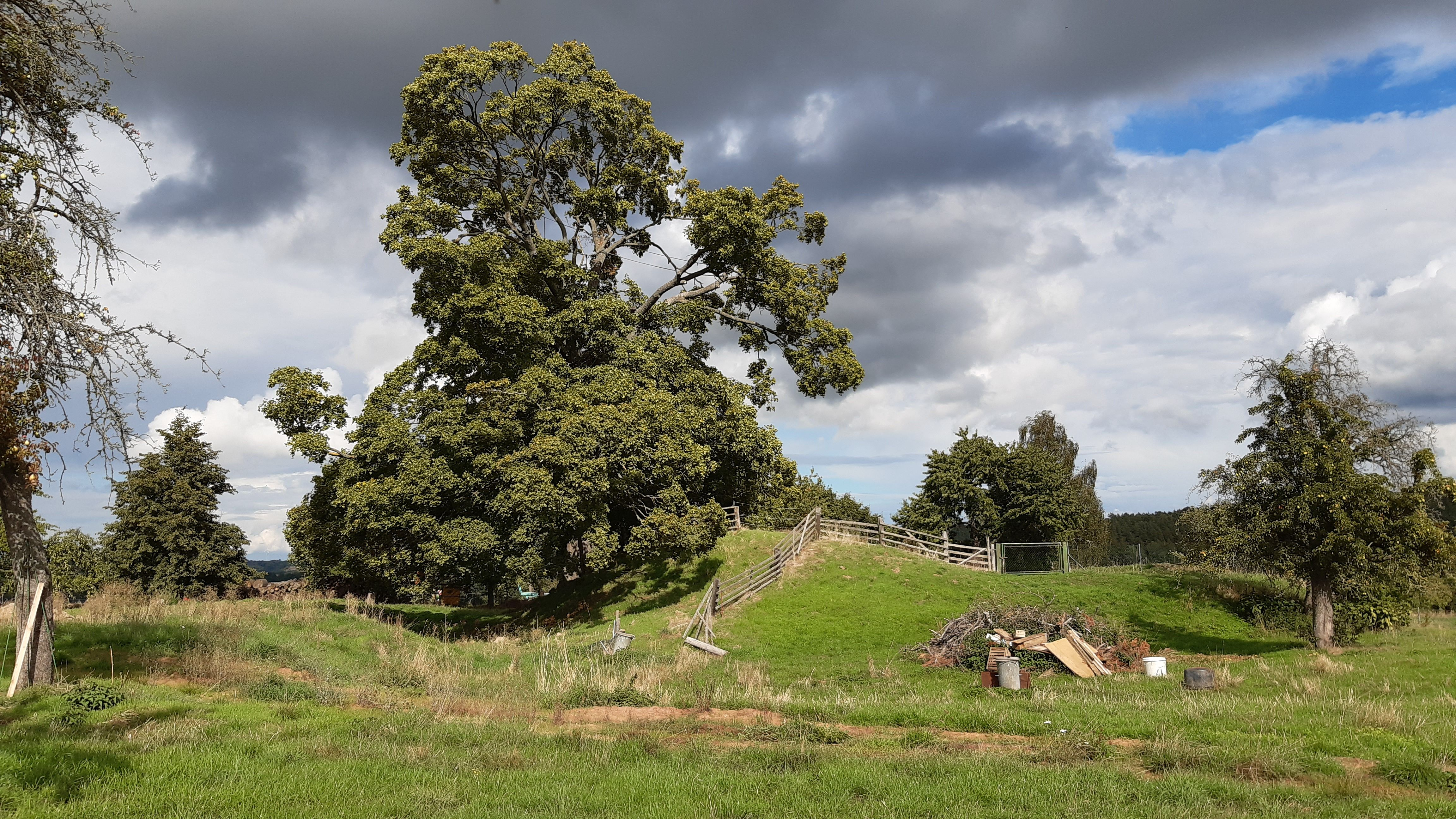
Graben und Hügel der abgegangenen Burg

Beulbar ist ein Ortsteil der Stadt Bürgel im Saale-Holzland-Kreis in Thüringen.

## Geografie
Das Dorf liegt südlich der Stadt Bürgel an einer alten Handels- und Heeresstraße vom Süden nach Norden verlaufend und bei Bürgel über die Gleisefurt Quere Richtung Altenburg und Leipzig in kupierten Gelände weiterführend durch das vom Kloster Thalbürgel geschaffene Ackerbaugebiet.

## Geschichte
Die urkundliche Ersterwähnung von Beulbar fand 1240 statt.
Eine kleine Burg lag im nordöstlichen Teil des Ortes im sogenannten Hofgarten. Es war ein mittelalterlicher Herrensitz. Herren von Beulbar werden seit 1328 genannt. Um 1500 stand an dieser Stelle eine Marienkapelle der Herren von Beulbar. Reste der Burg sind der Ruinehügel und der Befestigungsgraben. Außerdem steht auf dieser Stelle noch ein Spitzahorn.
Das Dorf war und ist landwirtschaftlich und heute noch dazu kulturell geprägt.
Der adlige Ort gehörte zum Besitz des Klosters Bürgel und kam nach dessen Auflösung im Zuge der Reformation im Jahr 1526 zum ernestinischen Amt Bürgel. Dieses gehörte aufgrund mehrerer Teilungen zu verschiedenen Ernestinischen Herzogtümern. Ab 1815 war der Ort Teil des Großherzogtums Sachsen-Weimar-Eisenach,  welches ihn 1850 dem Verwaltungsbezirk Weimar II (Verwaltungsbezirk Apolda) angliederte. 1920 kam Beulbar zum Land Thüringen.

## Beulbar heute
Im Ort befindet sich die Freilichtbühne Am-Vieh-Theater zu Beulbar, auf der verschiedene kulturelle Veranstaltungen stattfinden.